# Adata Technology
ADATA Technology Co., Ltd. (kinesisk: 威剛科技股份有限公司) er en taiwansk producent af computerhardware som RAM, flashmemory, USB-nøgler, SSD og computerkabinetter. ADATA har udvidet forretningsomfanget til også at omfatte robotik og elektriske drivlinjesystemer. Foruden brandet ADATA sælger de også hardware under XPG-brandet.